# Électricité au Bénin
L'électricité au Bénin constitue un secteur stratégique de l'économie béninoise, caractérisé par une dépendance importante aux énergies fossiles et un taux d'électrification encore limité. Le pays s'efforce d'améliorer son autosuffisance énergétique et d'étendre l'accès à l'électricité sur l'ensemble de son territoire.

## Histoire
Les premières installations électriques au Bénin remontent à 1920, lorsque les premières centrales ont été implantées au Dahomey d'abord à Porto-Novo puis à Cotonou. Cependant, les toutes premières installations électriques opérationnelles ont vu le jour en 1948.
Dès leur création, ces installations sont sous gérance française. Du 30 septembre 1955 au 15 juin 1958, après la signature d'une convention, la gestion des centrales est confiée à la compagnie coloniale.

## Production électrique

### Capacité installée
En 2018, la puissance installée du Bénin était inférieure de plus de 60 MW à sa demande maximale de 240 MW. Ce déficit, combiné à la faible disponibilité des actifs des producteurs, signifie que le pays dépend des importations pour répondre à la demande.

### Sources d'énergie
En 2022, la consommation d'électricité au Bénin repose presque entièrement sur l'énergie fossile avec 1,11 TWh produits à partir de ce type de source. Le pays ne produit pratiquement pas d'électricité à partir de sources bas carbone.
Le Bénin produit désormais localement 50 % de sa consommation électrique, une amélioration significative par rapport aux années précédentes grâce à la réhabilitation des centrales thermiques.

## Consommation et demande
La consommation totale finale d'énergie au Bénin s'est élevée à 3 516,5 ktep en 2015 contre 3 132,3 ktep en 2010, soit un accroissement de 11,7% au cours de la période. Par sources d'énergie, la consommation finale est principalement répartie entre la biomasse (50,6% en 2015).
L'évolution moyenne de la demande en énergie électrique BT et MT se situe autour de 6,11 % par an.

## Distribution et accès

### Taux de desserte
Le taux de desserte électrique se situe autour de 23 %. Soixante (60) circonscriptions administratives et territoriales sur les soixante-dix-sept (77) que compte le Bénin sont desservies.

### Ventes d'énergie
La vente d'énergie (moyenne tension et basse tension) était de 359.544.603 kWh en 2000. Le taux de recouvrement des factures émises au cours de l'année 2000 était de 96 %.

## Acteurs du secteur

### Société Béninoise d'Énergie Électrique (SBEE)
La Société béninoise d'énergie électrique (SBEE) est une société de distribution d'énergie électrique avec un capital social de 10 000 000 000 F CFA. La SBEE œuvre pour fournir une alimentation électrique fiable et étendre l'accès universel à l'énergie électrique au Bénin.

### Société béninoise de production d'électricité (SBPE)
La Société béninoise de production d'électricité (SBPE) met en œuvre la politique de l'État béninois en matière de sécurisation de l'approvisionnement du pays en énergie électrique. L'une de ses prérogatives est d'acheter de l'énergie auprès des partenaires traditionnels ou des producteurs indépendants d'électricité (IPPs) afin de couvrir ses besoins.

### Communauté Électrique du Bénin (CEB)
La Communauté Électrique du Bénin (CEB) est un organisme sous-régional qui participe à l'approvisionnement électrique du pays.

## Infrastructure et développement
Le gouvernement béninois a mis en place une stratégie visant l'augmentation de la capacité de l'approvisionnement en énergie électrique, la production de l'électricité à un coût optimal, l'extension progressive des réseaux électriques dans toutes les localités du Bénin et l'utilisation rationnelle des ressources disponibles.
Les principales activités de développement incluent :
Le développement du réseau de transport de l'énergie électrique
Le renforcement et la densification du réseau de distribution
L'extension des réseaux dans les zones urbaines et rurales

## Modernisation et innovation
Le secteur électrique béninois connaît une modernisation avec l'introduction de technologies numériques. Une plateforme de surveillance numérique alimentée par le cloud et l'intelligence artificielle a été développée pour optimiser la maintenance et réduire les pertes électriques de la SBEE.

## Défis et perspectives
Le secteur électrique béninois fait face à plusieurs défis : Un taux d'électrification encore faible (23%), une dépendance importante aux énergies fossiles, un déficit de capacité de production par rapport à la demande, la nécessité d'étendre le réseau dans les zones rurales
Les perspectives d'amélioration incluent :
L'augmentation de la production locale d'électricité, le développement des énergies renouvelables, l'extension du réseau électrique national, la modernisation des infrastructures existantes